# Контарини, Джованни
Не путать с итальянским картографом Джованни Маттео Контарини (1452—1507)
Джованни Контарини (итал. Giovanni Contarini; 1549, Венеция — 1605, Венеция) — итальянский художник позднего Ренессанса из венецианского рода Контарини.

## Биография
Джованни родился в Венеции (там же и умер) и был современником Якопо Пальмы Младшего (ок. 1548—1628). В 1579 году Контарини поехал в Прагу, где провёл несколько лет при дворе императора Рудольфа II. Художник очень полюбился императору, который даже дал ему титул кавалера ордена. В 1597 году он вернулся в Венецию, где был окончательно принят в Братство художников.
Будучи поклонником Тинторетто и Тициана, он был признан прямым подражателем последнего. Прославился как превосходный портретист: в одной старинной истории говорится, что «когда он прислал написанный им портрет Марко Дольче к нему домой, собаки приняли портрет за своего хозяина и начали вилять перед ним хвостом». Работы Контарини крайне манерные, приятные и мягкие для восприятия, отличаются красивыми густыми красками, но выполнены в большей степени с использованием линий, свойственных Тициану. Сюжеты ряда его картин взяты из греческой и римской мифологии. В этих работах просматриваются правильность и осторожность автора, но одновременно и специфическая нехватка в силе. Также Контарини украсил росписями потолки во многих венецианских церквях. Один писатель охарактеризовал его работы как «сочетание сахара, сливок, сока шелковицы, солнечных лучей и бархата», однако это суждение не совсем справедливо, поскольку одно или два его произведения, такие как «Воскресение» в венецианской церкви Сан-Франческо ди Паола, могут вполне считаться шедеврами.
Его лучшая работа хранится в Лувре (ранее находилась во Дворце дожей в Венеции), на ней изображены Богоматерь и Младенец со святыми Марком и Себастьяном, перед которыми на коленях стоит дож Венеции Марино Гримани. Различные его произведения экспонируются в галереях Берлина, Флоренции, Милана, Вены, в палаццо деи Камерленги и в Галерее Академии (Венеция) , в Пинакотеке Брера (Милан), в Венгерском национальном музее (Будапешт), а также во многих венецианских церквях.

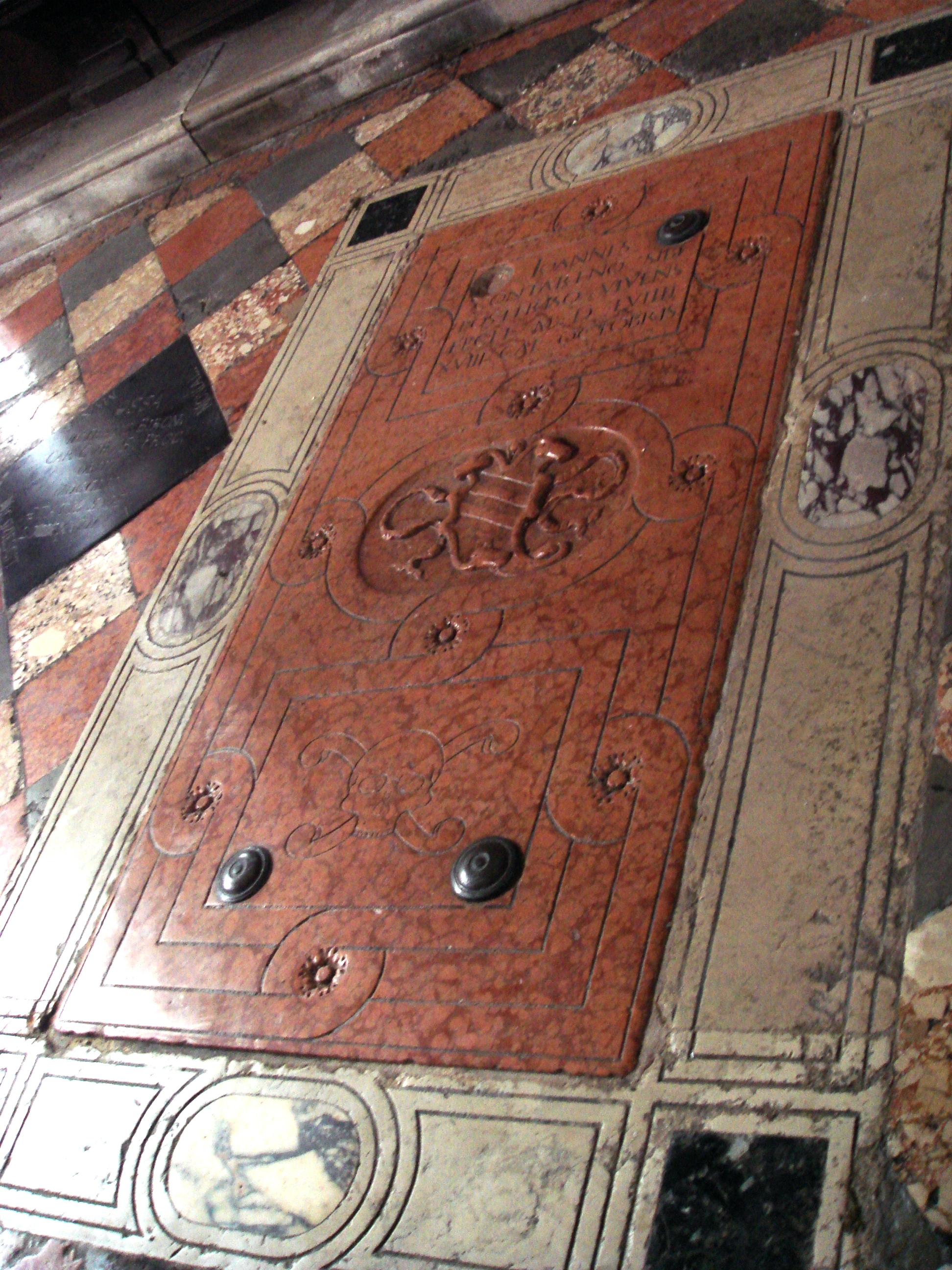
Надгробная плита Джованни Контарини в церкви Сан-Заккариа в Венеции

## Произведения
- Воскресение — церковь Сан-Франческо ди Паола, Венеция
- Святой Амвросий изгоняет ариан из Милана — капелла миланцев, базилика Санта-Мария Глориоза деи Фрари, Венеция
- Святая Екатерина Александрийская
- Святой Иероним в медитации
- Венера
- Портрет философа
- Портрет дворянина
- Стоящий солдат — рисунок чёрным мелом

## Галерея

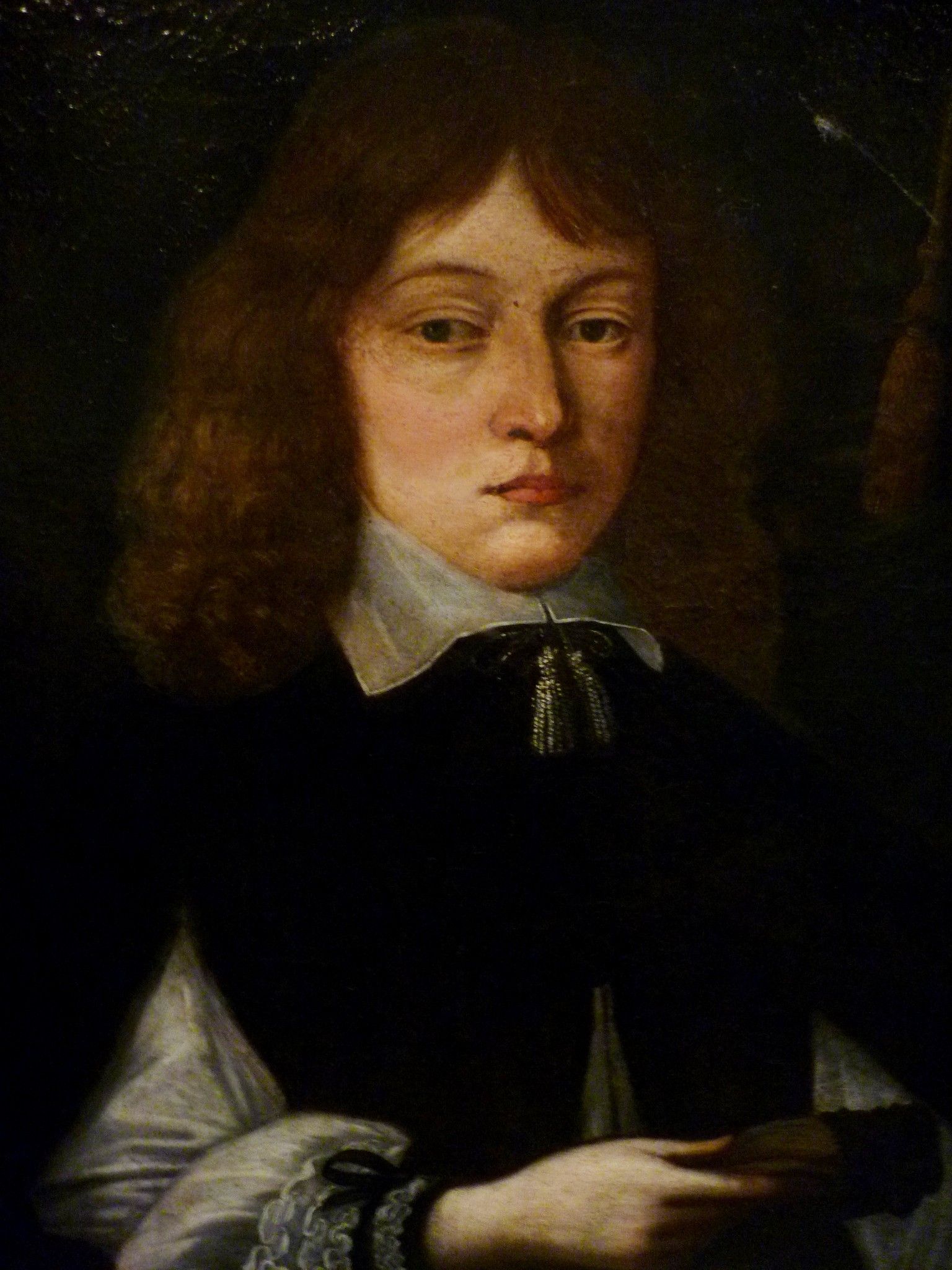
Портрет дворянина
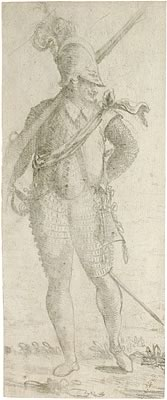
Стоящий солдат
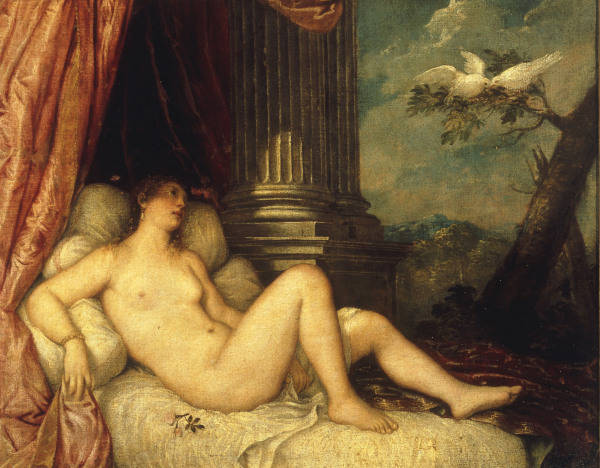
Венера